# Jackson Collins
Jackson Collins (Gold Coast, 5 de novembro de 1998) é um canoísta australiano.

## Carreira
Collins é filho do ex-canoísta olímpico Daniel Collins.
Ele competiu no Campeonato Mundial de Canoagem Velocidade da ICF de 2023 no evento K-4 500 metros e terminou em quarto lugar com um tempo de 1:19.905.
Nos Jogos Olímpicos de Verão de 2024, em Paris, conquistou a medalha de prata na competição do K-4 500 m masculino, ao lado de Riley Fitzsimmons, Pierre van der Westhuyzen e Noah Havard, com o tempo de 1:19.84.